# Rotes Rathaus
El Rotes Rathaus (en alemany: Ajuntament Vermell) és l'ajuntament de Berlín, situat al Rathausstraße del barri Berlin-Mitte. És la seu de l'alcaldia i del govern de l'Estat de Berlín. El nom de l'edifici prové del disseny amb maons vermells de la façana.
Fou construït entre 1861 i 1869 a l'estil del Renaixement italià per Hermann Friedrich Waesemann. L'arquitectura de la torre és evocadora de la torre de la catedral de Laon a França. Va reemplaçar, parcialment, antics edificis de l'edat mitjana i un bloc de carrers sencer.

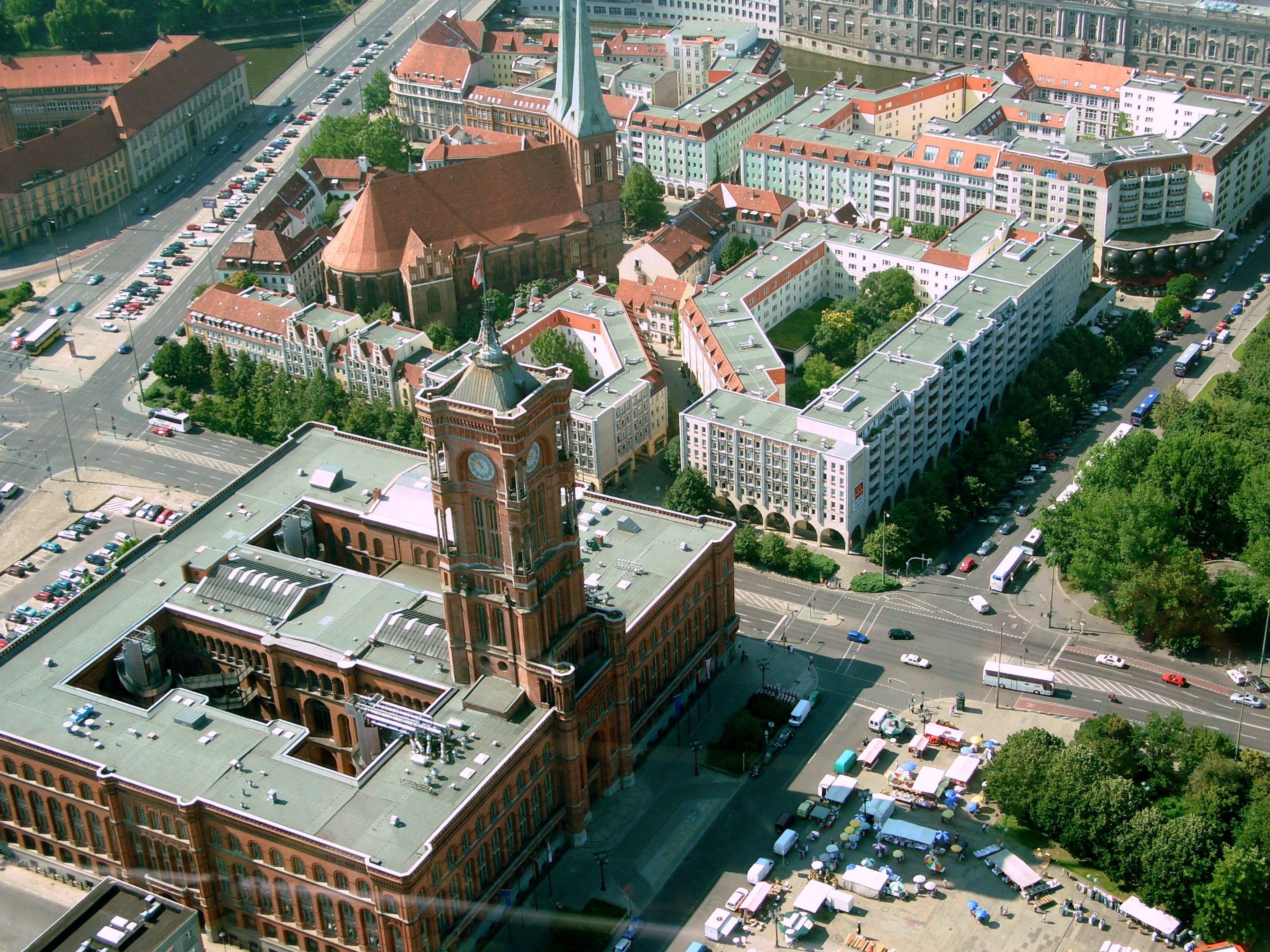
L'ajuntament i la Nikolaikirche vistos des del Fernsehturm

L'edifici va ser fortament malmès pels bombardeigs aliats durant la Segona Guerra Mundial. Situat en el sector soviètic, va servir d'ajuntament de Berlín Est després de la seva reconstrucció durant els anys 1950 segons els plànols originals, mentre que el Rathaus Schöneberg era la seu del Senat de Berlín Oest. Després de la reunificació alemanya l'administració de Berlín unificat s'hi va traslladar oficialment el 1991.